# Aleksiej Bielski
Aleksiej Iljicz Bielski (ros. Алексей Ильич Бельский, ur. 17 marca?/30 marca 1914 w miejscowości Gołyszmanowo w powiecie iszymskim w guberni tobolskiej, zm. 26 lutego 1970 w Kiszyniowie) – radziecki wojskowy, pułkownik, Bohater Związku Radzieckiego (1945).

## Życiorys
W 1916 stracił ojca, w 1929 skończył szkołę młodzieży chłopskiej i został kierownikiem szkoły podstawowej we wsi Czemakino (obecnie nieistniejącej), 1934-1940 pracował jako dyrektor niepełnej szkoły średniej we wsi Laguszje (obecnie w rejonie kupińskim w obwodzie nowosybirskim), do 1940 skończył zaocznie dwa kursy Tomskiego Instytutu Pedagogicznego. Od maja 1940 służył w armii, w sierpniu 1941 ukończył kursy młodszych politruków, od czerwca 1941 uczestniczył w wojnie z Niemcami jako komisarz baterii artylerii, a od lipca 1942 zastępca dowódcy batalionu ds. politycznych, w lutym 1943 brał udział w operacji charkowskiej, podczas której został ciężko ranny. Po wyleczeniu ukończył w marcu 1944 kursy dowódców batalionów i został mianowany dowódcą batalionu piechoty w 89 Dywizji Piechoty w stopniu kapitana, biorąc udział w ponownym zajmowaniu przez ZSRR Mołdawii, w tym w forsowaniu Dniestru (kwiecień) i odbiciu Kiszyniowa (23 sierpnia 1944). W styczniu 1945 jako dowódca batalionu 273 gwardyjskiego pułku piechoty 89 Gwardyjskiej Dywizji Piechoty 5 Armii Uderzeniowej 1 Frontu Białoruskiego brał udział w operacji wiślańsko-odrzańskiej, 14 stycznia 1945 wyróżnił się przy przełamywaniu obrony przeciwnika w walkach w rejonie Michałowa Górnego nad Pilicą, a w lutym w walkach w rejonie Kostrzyna nad Odrą, wiosną 1945 uczestniczył w operacji berlińskiej. Po wojnie do 1950 służył w Grupie Wojsk Radzieckich w Niemczech, m.in. jako komendant miast Schwerin i Warnemünde, później służył w zachodniej części Ukraińskiej SRR, w 1962 w stopniu pułkownika zakończył służbę. Był honorowym obywatelem Kiszyniowa i Orgiejowa. Jego imieniem nazwano ulicę w Kiszyniowie (po rozpadzie ZSRR przemianowaną).

## Odznaczenia
- Złota Gwiazda Bohatera Związku Radzieckiego (27 lutego 1945)
- Order Lenina (27 lutego 1945)
- Order Czerwonego Sztandaru (22 marca 1943)
- Order Wojny Ojczyźnianej I klasy (9 września 1944)
- Order Czerwonej Gwiazdy

I medale.